# Калиманці (Варненська область)
Калима́нці (болг. Калиманци) — село у Варненській області Болгарії. Входить до складу общини Суворово.

## Населення
За даними перепису населення 2011 року у селі проживала 231 особа, з них 200 осіб (95,7%) — болгари.
Розподіл населення за віком у 2011 році:
Динаміка населення: